# Bielsko-Bialskie Towarzystwo Sportowe
Il Bielsko-Bialskie Towarzystwo Sportowe è una società pallavolistica polacca maschile con sede a Bielsko-Biała, militante nel massimo campionato polacco, la Campionato polacco di pallavolo maschile.

## Storia
Il Bielsko-Bialskie Towarzystwo Sportowe viene fondato nel 1936, all'interno dell'omonima società polisportiva. Il 28 giugno 1968 la squadra si fonde con il Miejski Klub Sportowy Włókniarz, cambiando nome in Włókniarz Bielsko-Bialskie Towarzystwo Sportowe, per poi cambiare ulteriormente denominazione nel 1971 in Bielsko-Bialskie Towarzystwo Sportowe Włókniarz.
Nel 1992 il club vince il campionato cadetto, ottenendo la promozione nel massimo campionato polacco, mentre in Coppa di Polonia raggiunge la finale, venendo sconfitto dallo AZS UWM Olsztyn. Nella stagione 1992-93 debutta nella I Liga Seria A, classificandosi al terzo posto, mentre in coppa nazionale è nuovamente finalista, perdendo questa volta contro il Klub Sportowy Chełmiec Wałbrzych. Nella stagione successiva partecipa per la prima volta ad una competizione europea, prendendo parte alla Coppa CEV, dove si spinge fino al terzo turno; nelle competizioni nazionali termina il campionato in quinta posizione, mentre si aggiudica il primo titolo della sua storia vincendo la Coppa di Polonia ai danni del Klub Sportowy AZS Częstochowa Sportowa.
Grazie al successo nella coppa nazionale nel campionato 1994-95 partecipa alla Coppa delle Coppe, spingendosi fino ai quarti di finale; in campionato però termina alla settima e penultima posizione, retrocedendo nella I Liga Seria B. Dopo due secondi posti consecutivi, la squadra vince il campionato cadetto nel 1998, tornando nella massima serie. Torna così nella massima serie nel campionato 1998-99, senza riuscire a centrare la salvezza, retrocedendo in seguito all'undicesimo e contemporaneamente penultimo posto in classifica. Nel 1999 il club diventa indipendente rispetto alla polisportiva, assumendo di nuovo la denominazione di Bielsko-Bialskie Towarzystwo Sportowe.
Dopo quattro stagioni di vertice nella serie cadetta polacca, il club centra una nuova promozione nella massima serie nel 2003, tuttavia la permanenza nell'allora denominata Liga polacca si limita al solo campionato 2003-04. Nei nove successivi campionati il club continua a militare nella serie cadetta polacca, finché nel 2013, grazie al secondo posto con cui conclude la stagione, viene ripescato nell'ora denominata PlusLiga in seguito ad un allargamento delle squadre da 10 a 12. Nella stagione 2013-14 chiude il campionato in ultima posizione, senza però retrocedere grazie al blocco delle retrocessioni.

## Rosa 2015-2016
| N° | Nome                  | Ruolo | Data di nascita   | Nazionalità sportiva |
| -- | --------------------- | ----- | ----------------- | -------------------- |
| 1  | Bartłomiej Krulicki   | C     | 15 settembre 1993 | Polonia              |
| 2  | Daniel Lewis          | L     | 3 aprile 1976     | Canada               |
| 4  | Wojciech Siek         | C     | 1º maggio 1994    | Polonia              |
| 5  | Krzysztof Modzelewski | S     | 5 febbraio 1992   | Polonia              |
| 6  | Bartłomiej Neroj      | P     | 22 novembre 1984  | Polonia              |
| 7  | Grzegorz Pilarz       | P     | 12 febbraio 1980  | Polonia              |
| 8  | Bartosz Janeczek      | S/O   | 12 luglio 1987    | Polonia              |
| 9  | Dmytro Bogdan         | C     | 5 luglio 1989     | Ucraina              |
| 10 | Łukasz Koziura        | L     | 8 giugno 1992     | Polonia              |
| 12 | Paweł Gryc            | S/O   | 9 gennaio 1996    | Polonia              |
| 13 | Marcin Wika           | S     | 9 novembre 1983   | Polonia              |
| 16 | Serhiy Kapelus        | S     | 22 ottobre 1982   | Ucraina              |
| 17 | Mateusz Sacharewicz   | C     | 23 ottobre 1989   | Polonia              |
| 18 | Kamil Kwasowski       | S     | 13 settembre 1990 | Polonia              |

## Palmarès
- Coppa di Polonia: 1

1993-94

## Denominazioni precedenti
- 1936-1968: Bielsko-Bialskie Towarzystwo Sportowe
- 1968-1971: Włókniarz Bielsko-Bialskie Towarzystwo Sportowe
- 1971-1999: Bielsko-Bialskie Towarzystwo Sportowe Włókniarz